# 徳江八郎
徳江 八郎（とくえ はちろう、1845年9月（弘化2年8月）-1909年（明治42年）1月）は上野国・群馬県の製糸技術者および実業家。

## 略歴
- 1845年9月（弘化2年8月） - 上野国佐位郡伊勢崎に生まれる。
- 1873年（明治6年） - 熊谷県佐位郡伊勢崎町に器械製糸共研社を設立する。
- 1881年（明治14年） - 器械製糸共研社を譲り受け、徳江製糸所と改組する。
- 1893年（明治26年）8月 - 米国視察のために横浜を出発、9月11日にシカゴへ到着。
  - 同月21日にニューヨーク、29日にワシントンを視察した。日本へは同年11月27日に横浜から帰還。
- 1894年（明治27年） - 上記の米国視察をまとめた『米国紀行』を刊行する。
- 1909年（明治42年）1月 - 死去。享年65。